# Thrinoxethus pichitaensis
Thrinoxethus pichitaensis är en mångfotingart som först beskrevs av Kraus 1959.  Thrinoxethus pichitaensis ingår i släktet Thrinoxethus och familjen Aphelidesmidae. Inga underarter finns listade i Catalogue of Life.